# Santiago del Collado
Santiago del Collado – gmina w Hiszpanii, w prowincji Ávila, w Kastylii i León, o powierzchni 42,69 km². W 2011 roku gmina liczyła 199 mieszkańców.